# وادی‌السلام
وادی‌السلام یک قبرستان  اسلامی است که در شهر نجف عراق قرار دارد و بزرگ‌ترین قبرستان  جهان است. مساحت این قبرستان ۱٬۴۸۵٫۵ جریب فرنگی (۶۰۱٫۱۶ هکتار؛ ۶٫۰۱ کیلومتر مربع؛ ۲٫۳۲ مایل مربع) است که بیش از ۶ میلیون جسد در آن دفن شده‌است. سالانه میلیون‌ها زائر از آن دیدن می‌کنند.
قبرستان وادی‌السلام در قسمت شمالی حرم علی بن ابی‌طالب در شهر نجف واقع شده‌است. تاریخچهٔ وادی‌السلام را می‌توان تا دوران ساسانیان یا اشکانیان دنبال کرد. این مکان در فهرست انتظار ثبت در یونسکو قرار دارد.

## علت نام‌گذاری
وادی‌السلام از دو کلمهٔ «وادی» و «سلام» تشکیل شده‌است. «وادی» به معنی سرزمینی میان تپه‌ها و کوه‌ها و محلی که سیلاب از آن عبور می‌کند و «سلام» علاوه بر آن که در میان مسلمانان یکی از نام‌های خداوند است به معنای در امان بودن و سلامت از آسیب‌های ظاهری و باطنی است.
برخی منابع نیز دلیل نام‌گذاری قبرستان وادی‌السلام را این‌گونه بیان می‌کنند که این نام را پیامبر اسلام و بلکه جبرئیل بر آن نهاده به این معنا که مدفون‌های در این گورستان از محاسبه و عذاب عالم برزخ معاف و در سلامت هستند.

## مدفونان سرشناس در وادی‌السلام
در این قبرستان  علاوه بر قبور اهالی عراق، قبور مردم مختلفی از ایران،افغانستان، هند، پاکستان، لبنان و دیگر کشورها دیده می‌شود. در قبرستان  وادی‌السلام بسیاری از نامداران و شخصیت‌های دینی و نیز غیر دینی دفن شده‌اند:
- هود و صالح که در ورودی قبرستان قرار دارند.
- لوط
- یحیی
- محمدرضا تنکابنی
- سید جمال‌الدین گلپایگانی
- سید محمدباقر صدر
- سید محمد صدر
- سید جمال‌الدین افجه‌ای
- سید علی قاضی طباطبایی
- رئیسعلی دلواری
- عمان سامانی
- محمدعلی کردوانی (فایز دشتی)
- جعفر پورعباس (اردبیلی)
- لیلا قاسم
- حسینعلی‌خان هندسی گوران
- شعبان دیوشلی گیلانی
- محمدرضا جعفری اشکوری
- طه خراسانی نوقی
- سید سعید لیشی
- ابومهدی المهندس
- حسینقلی‌خان ابوقداره
- فائز دشتی
- کاظم رجوی

## نگارخانه

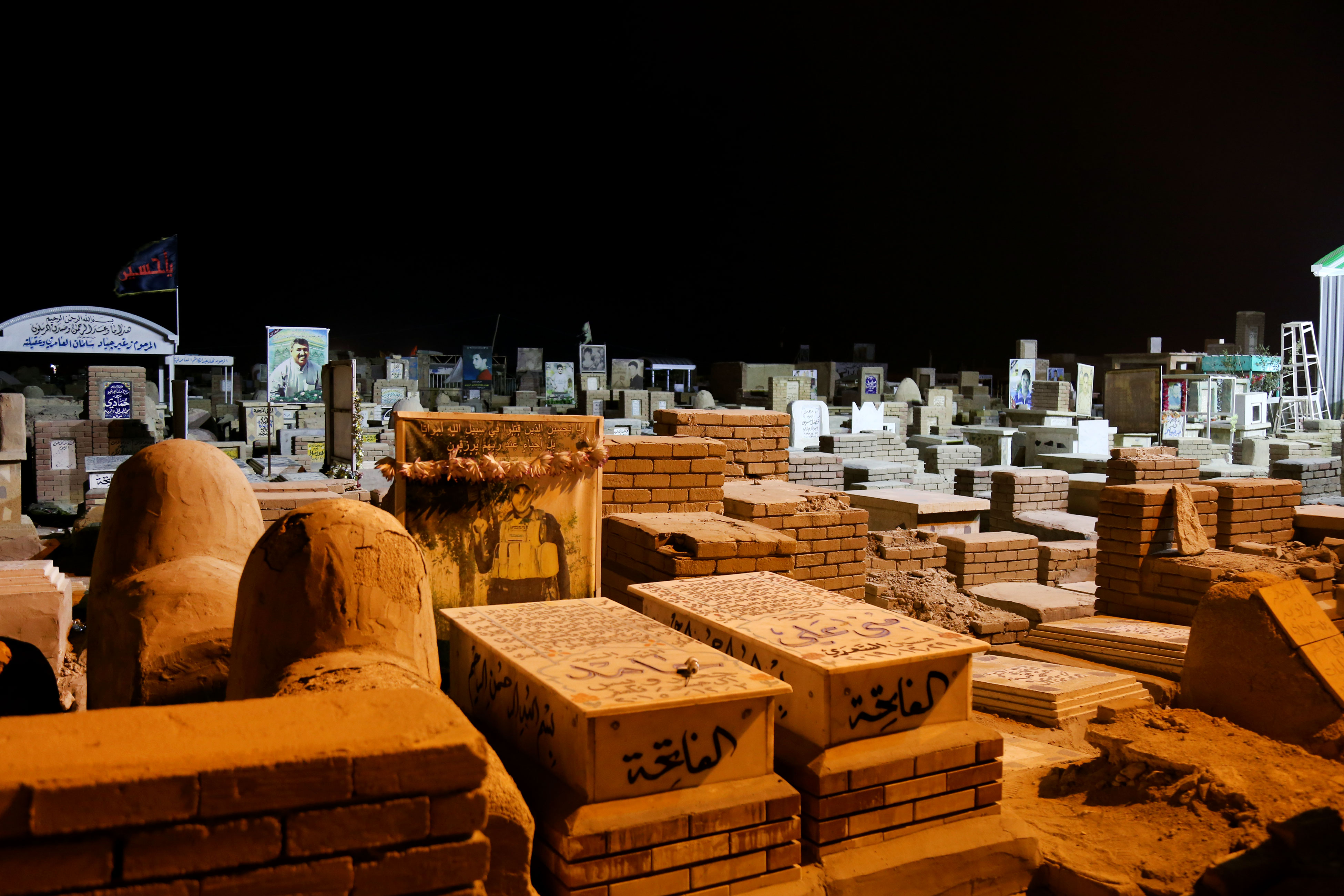
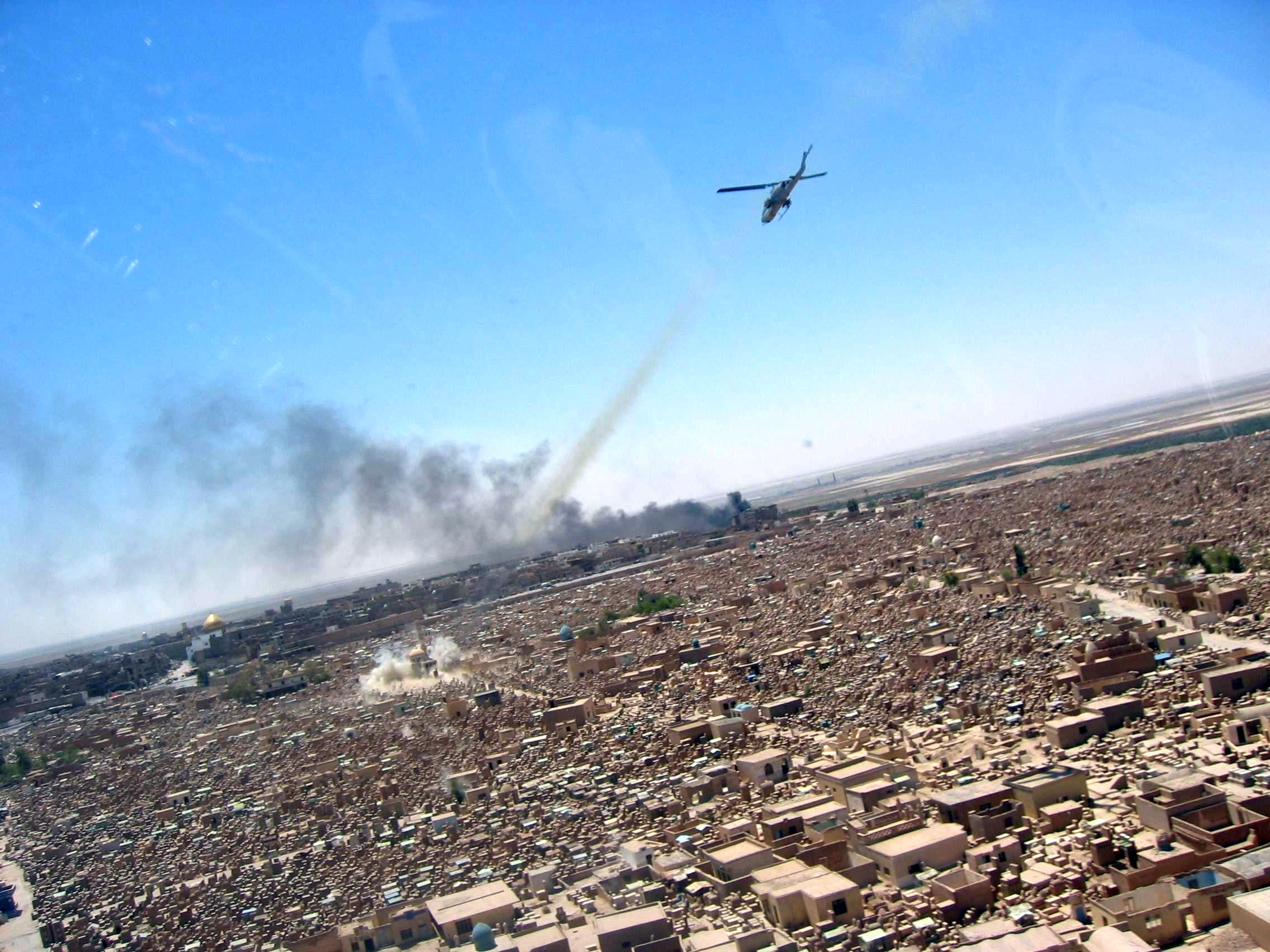
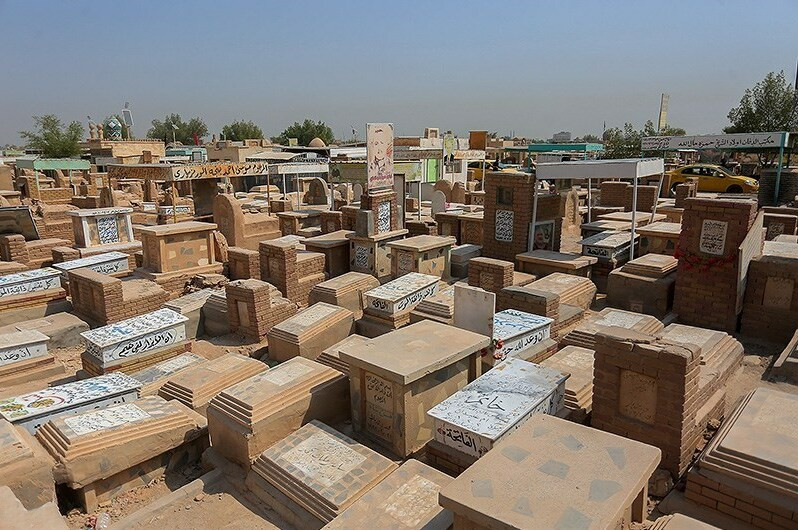
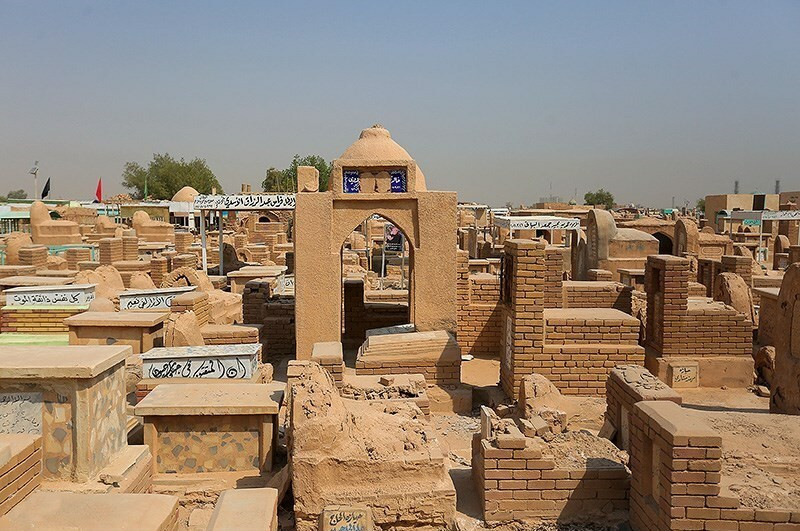
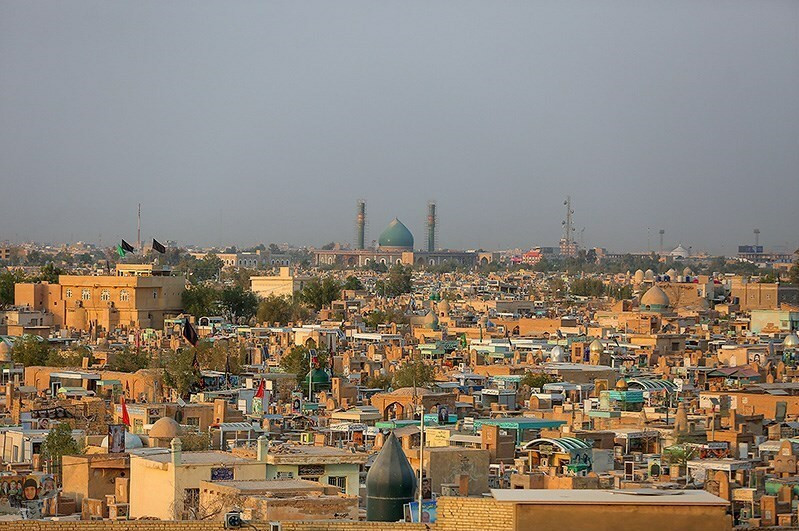
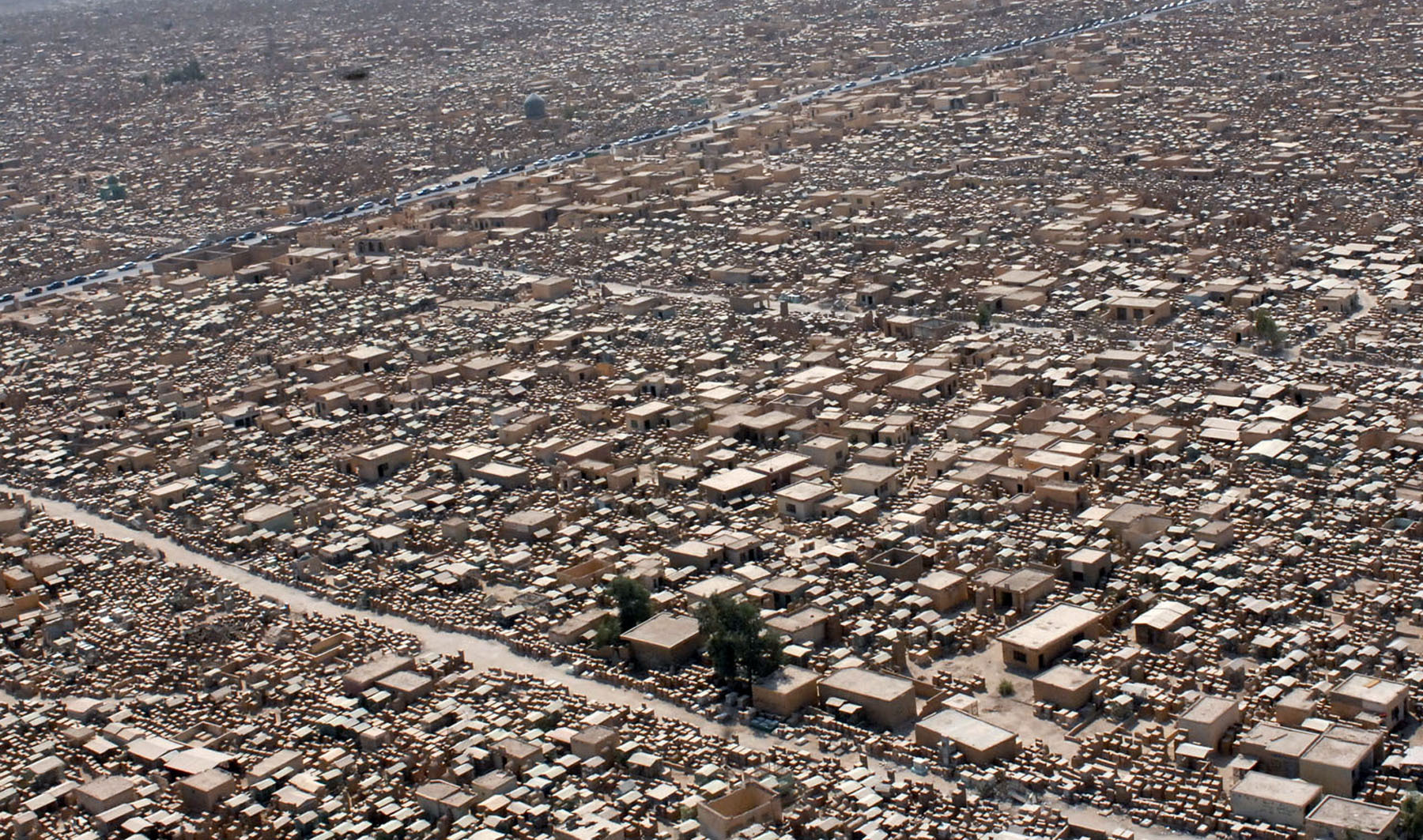
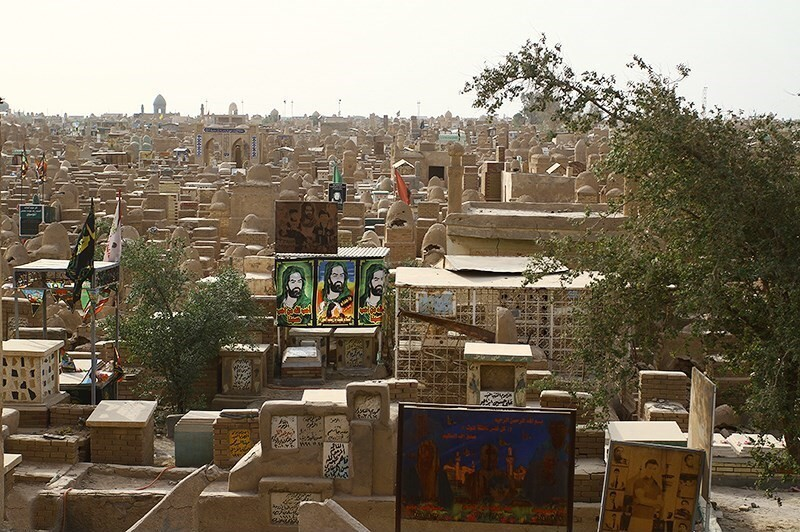
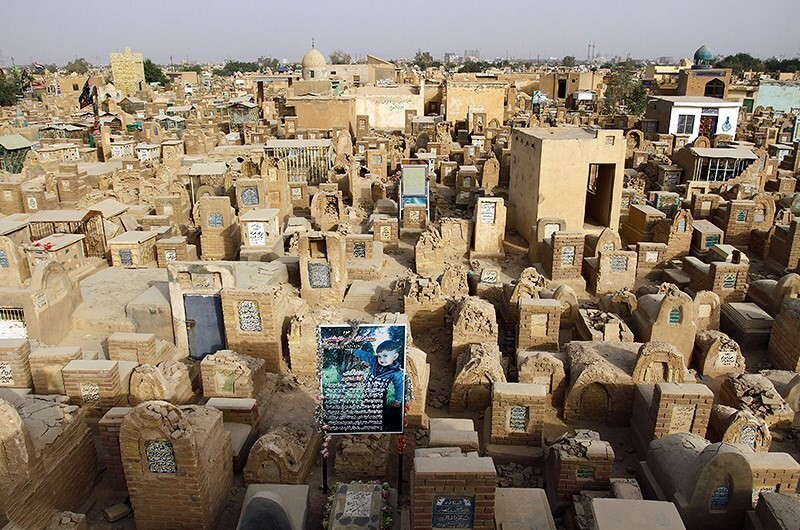
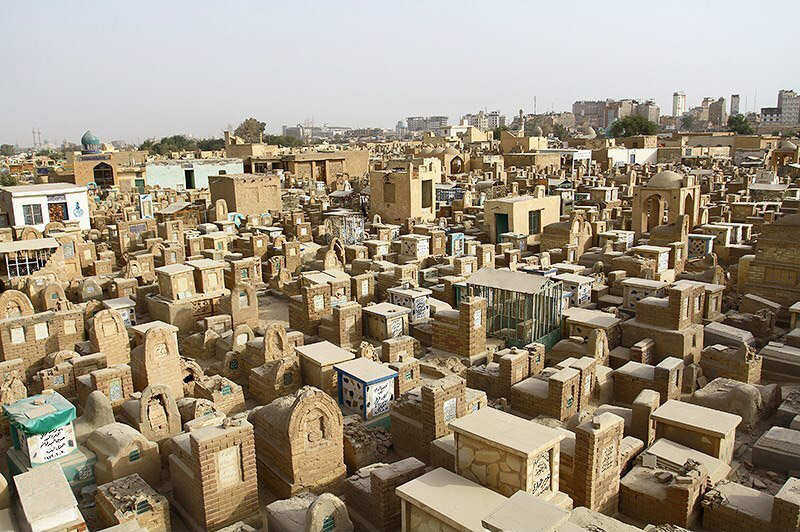
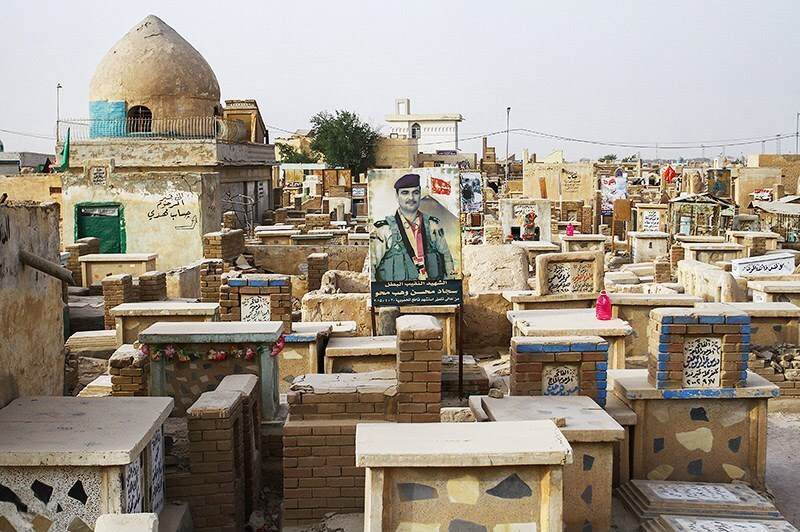
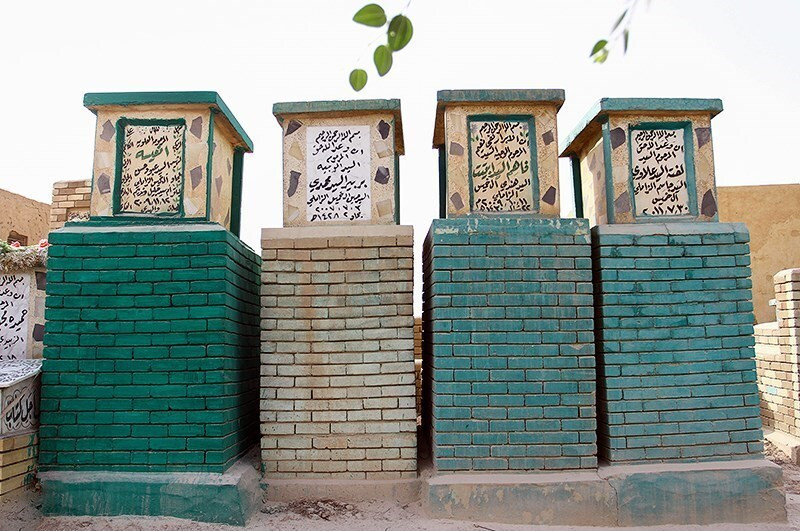
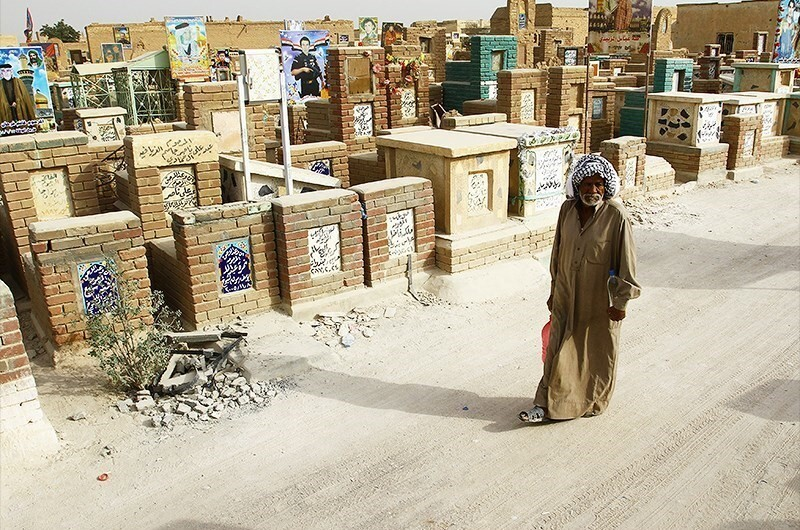
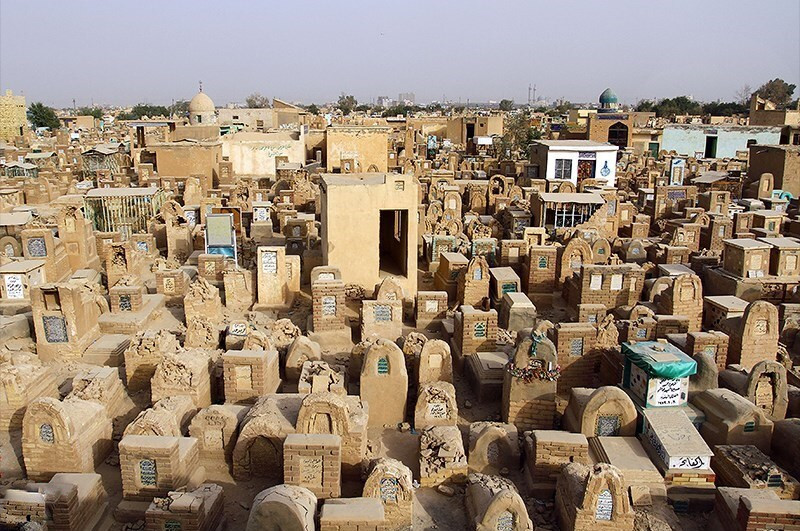
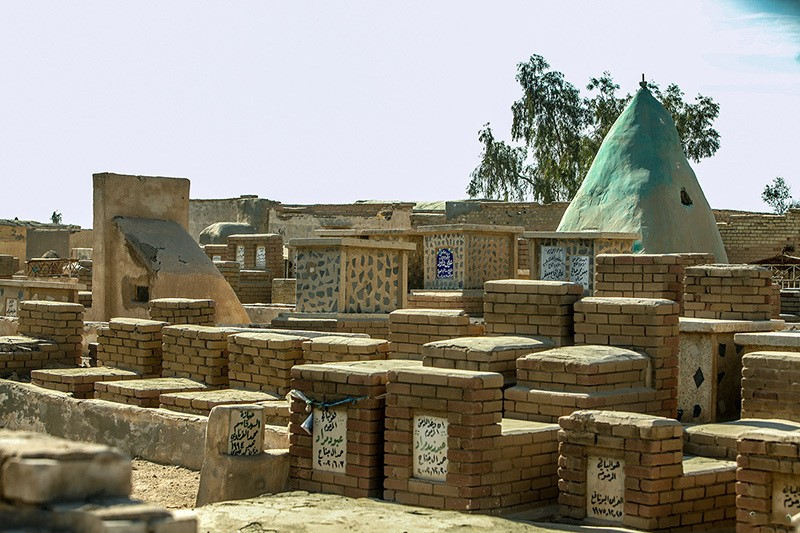
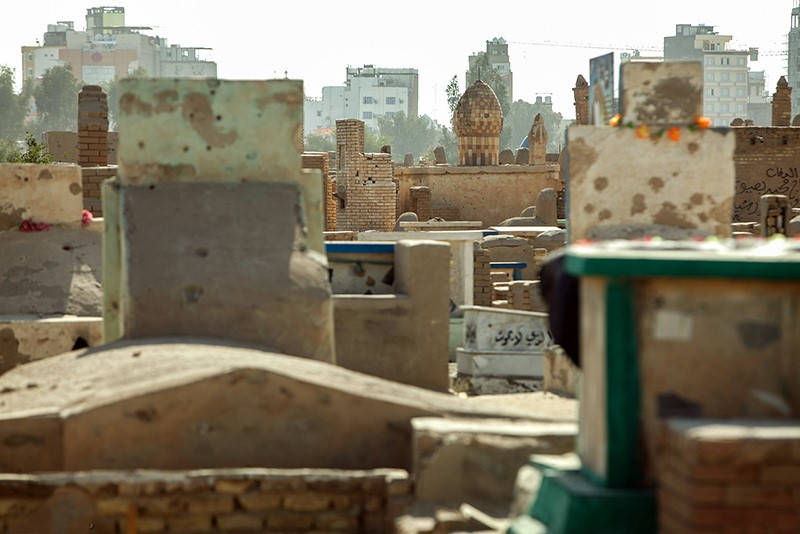

## همچنین ببینید
- بقیع
- کوه احد
- مسجد قبا
- مسجد ذوقبلتین
- روز عرفه
- کعبه
- کوه صفا و مروه
- جبل النور
- سرزمین منا
- جبل الرحمه
- بهشت رضا
- بهشت زهرا
- قبرستان سلیمان داراب
- گورستان ابن بابویه
- گورستان روضه‌الشهیدین
- گورستان میرزا حسن
- گورستان مرکزی وین
- بیدا
- بین‌الحرمین
- پنجره فولاد
- تل زینبیه
- سرداب مقدس